# Paul Van den Broeck
Paul Norbert Van den Broeck (Antwerpen, 18 september 1904 - ?) was een Belgisch bobsleeër en ijshockeyspeler. 

## Levensloop
Hij won samen met René Mortiaux, Charles Mulder, Victor Verschueren en Henri Willems een bronzen medaille met een 4/5-mans bobslee op de Olympische Winterspelen van 1924 in Chamonix. De ploeg behaalde er de enige medaille van de Belgische equipe bestaande uit 30 mannen en één vrouw. Van den Broeck maakte ook deel uit van het ijshockeyteam op dezelfde spelen. In Groep B slaagde de ploeg er niet in een van de drie wedstrijden te winnen. 
Daarnaast was hij reservedoelman van de nationale ploeg op het Europees kampioenschap van 1923 te Antwerpen. Hij was onder meer actief als goalie bij Cercle des Patineurs Anversoises en Le Puck d’Anvers.